# Ursus americanus emmonsii
Ursus americanus emmonsii és una subespècie de l'os negre americà (Ursus americanus). Presenta els costats de color gris platejat amb una brillantor blava. Es troba al sud-est d'Alaska i l'extrem nord-occidental de la Colúmbia Britànica.